# Sheikh Hasina
Sheikh Hasina Wazed শেখ হাসিনা (Tungipara, 28 settembre 1947) è una politica bangladese.
È stata Prima ministra del Bangladesh da gennaio 2009 ad agosto 2024, succeduta a Fakhruddin Ahmed e dopo aver già ricoperto la stessa carica dal 1996 al 2001 mentre è stata leader dell'opposizione dal 1986 al 1990 e dal 1991 al 1995. Un terzo mandato l'ha ottenuto nel gennaio 2014 in una elezione senza opposizione, in quanto boicottata dagli oppositori e criticata dagli osservatori internazionali. Ha vinto un quarto mandato nel dicembre 2018 in una elezione viziata dalla violenza e considerata dall'opposizione come truccata. In seguito alle elezioni del 2024, ha ottenuto il quinto mandato come primo ministro.
È il primo ministro più longevo nella storia del Bangladesh dopo aver ricoperto l'incarico per più di due decenni. Hasina è la figlia del primo presidente e padre fondatore del Bangladesh, Sheikh Mujibur Rahman, ed è considerata una delle donne più potenti al mondo, classificandosi 39ª nella lista delle 100 donne più potenti nel 2020, 26ª nel 2018 e 30esima nel 2017. È membro del Council of Women World Leaders, una rete internazionale di presidenti e prime ministre donne.
Con un clima da guerra civile, caratterizzato da numerosi scontri di piazza, il 5 agosto 2024 si è dimessa ed ha lasciato il Bangladesh, rifugiandosi in India. Su pressione del movimento studentesco Students Against Discrimination, il presidente Mohammed Shahabuddin ha sciolto il parlamento e ha nominato Muhammad Yunus "Chief Adviser", capo del governo per tre mesi, in modo di guidare il paese pacificamente alle nuove elezioni.

## Biografia
Sheikh Hasina è nata a Tungipara, Pakistan orientale, nel 1947. Suo padre era Sheikh Mujibur Rahman, il "padre" della nazione bengalese e il primo presidente del Bangladesh. Sua madre era Sheikh Fazilatunnesa Mujib. Ha detto in molte interviste che era cresciuta nella paura a causa dell'attività politica del padre. Durante il picco di violenza nelle elezioni generali pakistane del 1970, così come durante l'arresto di suo padre, si era rifugiata dalla nonna. Fu attiva nella politica studentesca dell'Università di Dacca.
Hasina non era in Bangladesh quando suo padre, e la maggior parte della sua famiglia, furono assassinati il 15 agosto 1975 durante un colpo di stato militare da parte di membri dell'esercito del Bangladesh. Era nella Germania Ovest dove suo marito lavorava come fisico nucleare. Si trasferì a Delhi alla fine del 1975 e le fu fornito asilo dall'India. Suo figlio, Sajeeb Wazed Joy, studiò nei collegi indiani. Durante il suo periodo in India, Hasina non è stata coinvolta nella politica, ma è diventata amica di Suvra Mukherjee, moglie del futuro presidente indiano Pranab Mukherjee.
Ad Hasina non fu permesso di tornare in Bangladesh fino a quando non fu eletta a capo del Partito della Lega Popolare Bengalese il 16 febbraio 1981, e tornò a casa il 17 maggio 1981.

## Carriera politica

### 1981-1991: Movimento contro il governo militare
Mentre viveva in esilio in India, Sheikh Hasina è stata eletta presidente della Bangladesh Awami League nel 1981. Il partito politico è descritto come un partito di centro-sinistra.
Sotto la legge marziale, Sheikh Hasina è stata regolarmente imprigionata e poi rilasciata per tutti gli anni '80. Nel febbraio 1984 fu messa agli arresti domiciliari e di nuovo a novembre. Nel marzo 1985 fu messa agli arresti domiciliari per altri tre mesi. Il suo partito, insieme al Partito Nazionalista del Bangladesh (BNP) guidato da Khaleda Zia, ha continuato a lavorare per ripristinare un governo democraticamente eletto, cosa che è riuscito a fare dopo le elezioni democratiche del 1991, vinte dal BNP.
Sheikh Hasina e la Lega Awami parteciparono alle elezioni parlamentari del Bangladesh del 1986 sotto il presidente Hossain Mohammad Ershad. È stata leader dell'opposizione parlamentare nel 1986-1987. Guida un'alleanza di otto partiti che sta affrontando Ershad. La decisione di Sheikh Hasina di partecipare alle elezioni è criticata da alcuni dei suoi oppositori, poiché le elezioni si svolgono sotto la legge marziale; l'altro principale gruppo di opposizione sta boicottando le elezioni. Tuttavia, i suoi sostenitori sostengono che ha usato questa piattaforma in modo efficace per sfidare il regime di Ershad. Ershad sciolse il Parlamento nel dicembre 1987, in risposta a una campagna di opposizione in corso che chiedeva le sue dimissioni. Il presidente ha detto che "cercherà di tenere le elezioni entro 90 giorni, in conformità con le disposizioni costituzionali" e ha aggiunto che rilascerà rapidamente i due principali leader dell'opposizione, Sheikh Hasina e Khaleda Zia, entrambi agli arresti domiciliari l'11 novembre, un giorno dopo l'inizio della campagna antigovernativa.  Nel novembre e dicembre 1987, una rivolta di massa ebbe luogo a Dhaka e diverse persone furono uccise, tra cui Noor Hossain, un sostenitore di Sheikh Hasina.
Da quando è entrata nella scena politica del Bangladesh, Sheikh Hasina ha condotto una campagna per porre fine al regime militare, come ha fatto suo padre contro i dittatori militari del Pakistan. Ha dovuto combattere contro due regimi militari (Zia ed Ershad) per quindici anni al fine di stabilire le elezioni, la democrazia e lo stato di diritto. Nel 1996 è stata eletta alla carica di Primo Ministro. È la leader che permette il ripristino della democrazia in Bangladesh, come suo padre aveva introdotto la democrazia parlamentare nel 1973.

### Leader dell'opposizione (1991-1996)
Dopo diversi anni di governo autocratico, proteste e scioperi diffusi avevano paralizzato l'economia. I funzionari governativi si rifiutarono di eseguire gli ordini e si dimisero. I membri dei Fucilieri del Bangladesh hanno deposto le armi invece di sparare sui manifestanti e il coprifuoco è stato apertamente violato. Hasina lavorò con Khaleda Zia nell'organizzazione dell'opposizione a Ershad. Un'enorme protesta di massa nel dicembre 1990 estromise Ershad dal potere quando si dimise in favore del suo vicepresidente, il giudice Shahabuddin Ahmed, il presidente della Corte Suprema del Bangladesh. Il governo provvisorio, guidato da Ahmed, ha amministrato le elezioni generali per il parlamento. Il Partito nazionalista del Bangladesh, guidato da Khaleda Zia, ottenne la maggioranza generale e la Lega Awami di Hasina emerse come il più grande partito di opposizione. Dei tre collegi elettorali in cui Hasina partecipava, perse in due e vinse in uno. Accettando la sconfitta, offrì le sue dimissioni da presidente del partito, ma rimase su richiesta dei leader del partito. 
La politica in Bangladesh prese una svolta decisiva nel 1994, dopo un'elezione suppletiva a Magura-2, tenutasi dopo la morte del membro del parlamento per quella circoscrizione, un membro del partito di Hasina. L'Awami League si aspettava di riconquistare il seggio, ma il candidato del BNP ha vinto attraverso brogli e manipolazioni, secondo l'osservatore neutrale che è venuto ad assistere alle elezioni. Hasina guidò la Bangladesh Awami League nel boicottaggio del parlamento dal 1994. 

## Vita privata
Si è sposata nel 1968 con lo scienziato nucleare M. A. Wazed Miah, scelto per lei da suo padre e morto il 9 maggio 2009. Ha una figlia, Saima Wazed Hossain, e un figlio, Sajeeb Wazed.
Suo suocero è l'ex ministro del benessere degli espatriati e del lavoro all'estero e in seguito ministro della LGRD, Khandaker Mosharraf Hossain. L'unica sorella vivente di Hasina è Sheikh Rehana, anche lei una politica della Lega Popolare Bengalese. È la zia del deputato britannico Tulip Siddiq.